# Nissan Trade
Il Nissan Trade è un furgone prodotto dalla filiale spagnola della casa automobilistica giapponese Nissan dal 1986 al 2001. Era disponibile sia in versione furgone che in versione autocarro ed era la versione rimarcata di un modello Ebro dopo l'acquisto dell'azienda spagnola da parte di Nissan.
Fu sostituito dal Nissan Interstar (2002-2010).